# Leptotyphlops jacobseni
Leptotyphlops jacobseni — вид змій родини струнких сліпунів (Leptotyphlopidae). Ендемік Південно-Африканської Республіки.

## Поширення і екологія
Leptotyphlops jacobseni мешкають на півдні провінції Лімпопо та на півночі Мпумаланги. Вони живуть на високогірних луках, під камінням та у старих термітниках. Зустрічаються на висоті від 1300 до 1700 м над рівнем моря. Ведуть риючий спосіб життя. Відкладають яйця.